# Udta Punjab
Udta Punjab è un film del 2016 diretto da Abhishek Chaubey.

## Riconoscimenti
- Screen Awards 2016: 
  - Best Actress a Alia Bhatt
- Stardust Awards 2016: 
  - Best Screenplay a Abhishek Chaubey, Sudip Sharma
- Filmfare Awards 2017: 
  - Miglior attore (Riconoscimento della critica) a Shahid Kapoor
  - Miglior attrice a Alia Bhatt
  - Miglior debutto maschile a Diljit Dosanjh
  - Migliori costumi a Payal Saluja
- Zee Cine Awards 2017: 
  - Best Actor – Female a Alia Bhatt
- International Indian Film Academy Awards 2017: 
  - Best Actor in a Leading Role a Shahid Kapoor
  - Best Actress in a Leading Role a Alia Bhatt
  - Best Male Debut a Diljit Dosanjh
  - Best Playback Singer – Female a Kanika Kapoor
- BIG Zee Entertainment Awards 2017: 
  - Most Entertaining Social Film
  - Most Entertaining Actor (Film) – Female a Alia Bhatt
  - Most Entertaining Actor (Film) – Male a Shahid Kapoor
- B4U Viewers Choice Awards 2017: 
  - Best Actress a Kareena Kapoor